# Hypothyris apollonis
Hypothyris apollonis är en fjärilsart som beskrevs av Otto Staudinger 1884. Hypothyris apollonis ingår i släktet Hypothyris och familjen praktfjärilar. Inga underarter finns listade i Catalogue of Life.